# مستعلقة أليفة البحيرات
مستعلقة أليفة البحيرات (الاسم العلمي: Planctomyces limnophilus) هي نوع من البكتيريا تتبع جنس المستعلقة من فصيلة المستعلقات.